# بقية جرداء
بقية جرداء أو زهرة البق الجرداء (الاسم العلمي: Coreopsis mutica) هو نوع نباتي يتبع جنس البقية من فصيلة النجمية.